# 아서 클라인먼
아서 마이클 클라인먼(영어: Arthur Michael Kleinman)은 미국의 의료인류학자, 정신과 의사이다.

## 생애
1967년 스탠퍼드 대학교를 졸업한 후 1975년 매사추세츠 종합병원에서 정신과 전문의 과정을 수료하였다.
동시에 1974년 하버드 대학교에서 인류학 석사 학위를 취득하였다. 1975년 하버드 대학교의 인류학과 강사를 거쳐 1976년부터 1982년까지 워싱턴 대학교의 인류학과, 정신과 교수로 재직하였다. 이후 하버드 대학교 인류학과 교수로 임용되었다. 2016년 이후 홍콩 중문 대학의 교수로 활동중이다.

## 연구 분야
클라인먼은 정신과학과 인류학을 접목시켜 동아시아 문화, 특히 대만과 중국에서 질병과 문화의 상관관계를 연구하였다.

## 주요 저서
- Kleinman A. Patients and Healers in the Context of Culture. University of California Press, 1980. ISBN 9780520045118.
- Kleinman A. The Illness Narratives. Basic Books/Perseus Books, 1988. ISBN 9780465032044.
- Kleinman A. Rethinking Psychiatry. Free Press/Simon & Schuster, 1988. ISBN 9780029174418.
- Kleinman A. 사회적 고통 (안종설 역). 그린비, 2002. ISBN 9788976829269. (원제: Social Suffering. University of California Press, 1997. ISBN 9780520209954.)
- Kleinman A. 당신의 삶을 결정하는 것들 (이정민 역). 북로그컴퍼니, 2016. ISBN 9788994197937. (원제: What Really Matters: Living a Moral Life amidst Uncertainty and Danger. Oxford University Press, 2006. ISBN 9780195331325.)
- Farmer P, Kim JY, Kleinman A, Basilico M. 국제 보건 실태의 재조명 (김아림 역). 생각과사람들, 2014. ISBN 9788998739256. (원제: Reimagining Global Health. University of California Press, 2013. ISBN 9780520271999.)
- Wilkinson I, Kleinman A. A Passion for Society: How We Think About Human Suffering. University of California Press, 2016. ISBN 9780520287228.

## 같이 보기
- 의료인류학